# كيفن كاليا
كيفن كاليا (بالإيطالية: Kevin Calia)‏ مواليد 9 سبتمبر 1994 في كاستل سان بييترو تيرمي، إيطاليا، هو متسابق دراجات نارية إيطالي سابق. نافس في سباقات بطولة العالم لفئة 125 سي سي.

## روابط خارجية
- كيفن كاليا على موقع MotoGP.com (الإنجليزية)
- كيفن كاليا على موقع WorldSBK.com (الإنجليزية)
- كيفن كاليا على موقع CONI honoured athlete website (الإيطالية)